# Кевсер Селимова
Кевсер Селимова (Ресен, 1945) македонска пјевачица народне музике. У својој дугогодишњој каријери постојано је наступала у дуету са Ђорђем Желческим.

## Животопис
Кевсер Селимова је рођена у Ресену 1945. године. По националности је Туркиња. Селимова и Желчески живе у Београду. Имају једно дијете - ћерку Ану.

## Музичка каријера
На почетку своје музичке каријере Селимова је пјевала турске народне пјесме. Ђорђа Желческог је упознала на једном концерту у Ужицу, 1959. године, када је наступала са КУД „Орце Николов“ из Скопља, a програм је најављивао Желчески. Нешто касније, 1961. године, придружила му се,  и од тада је у дуету са њим пјевала  македонске народне пјесме.
Током шездесетих и седамдесетих година објавила је неколико сингл-плоча, а 1983. и албум „Хајда, хајда, ди хајда...ˮ за ПГП РТБ.
Дует Селимова-Желчески је веома познат по  извођењу пјесама „Елено ќерко“, „Бело лице љубам јас“, „Брала мома капини“ итд.
Селимова и Желчески су одржали јубиларни концерт у Скопљу поводом пет деценија стваралаштва, 15. новембра 2013. 
Супруг јој је преминуо 24. фебруара 2020. године у Београду.

## Фестивали
- 1970. Београдски сабор - Пиеме, пееме (дует Кевсер Селимова - Ђорђе Желчески)
- 1972. Илиџа - Врати ми се (дует Кевсер Селимова - Ђорђе Желчески)
- 1982. Илиџа - Разделба (дует Кевсер Селимова - Ђорђе Желчески)
- 1983. Илиџа - Везилка (дует Кевсер Селимова - Ђорђе Желчески), награда за текст
- 1983. Хит парада - Љуби ме, љуби ме (дует Кевсер Селимова - Ђорђе Желчески)
- 1984. Хит парада - Чифте, чифте (дует Кевсер Селимова - Ђорђе Желчески)
- 1985. Валандово - Врати ми ја љубовта (дует Кевсер Селимова - Ђорђе Желчески), прва награда стручног жирија
- 1985. Хит парада - Молим те, врати ми се (дует Кевсер Селимова - Ђорђе Желчески)
- 1986. Валандово - Песна, игра и тамбури / Нема ми либе да дојди (дует Кевсер Селимова - Ђорђе Желчески)
- 1986. Хит парада - Ајде кажи, ил' откажи (дует Кевсер Селимова - Ђорђе Желчески)
- 1987. Валандово - Вино црвено (дует Кевсер Селимова - Ђорђе Желчески)
- 1989. Валандово - Марија (дует Кевсер Селимова - Ђорђе Желчески)

## Дискографија
- Selimova Želčevski, RTB, EP 12 980